# Heritage Cars

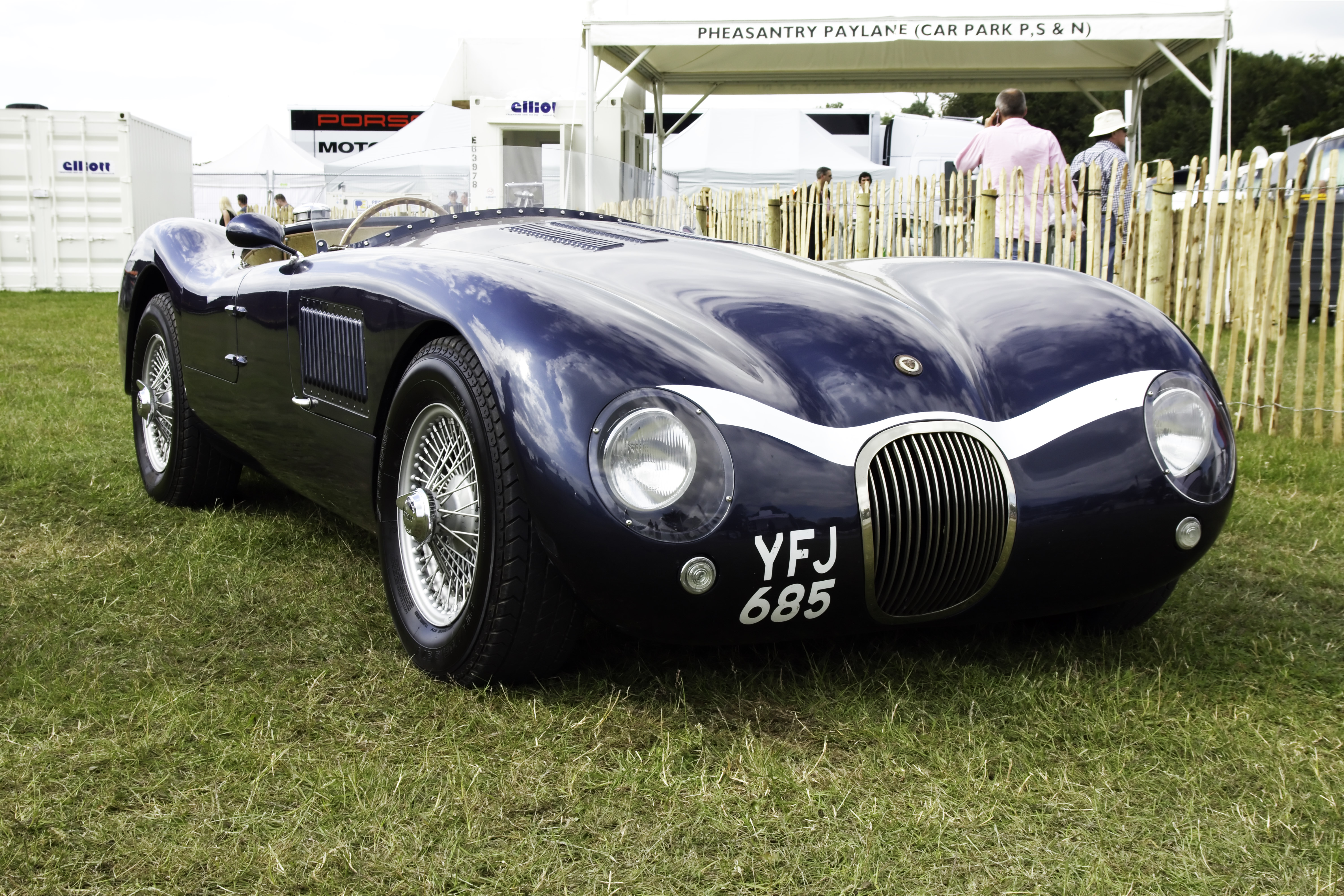
Heritage Replicas C-Type

Heritage Cars Limited war ein britischer Hersteller von Automobilen.

## Unternehmensgeschichte
Roger Warrell (* 1941 † 2015) und Jack Frost gründeten 1988 das Unternehmen in Hitchin in der Grafschaft Hertfordshire. Sie begannen mit der Produktion von Automobilen und Kits. Der Markenname lautete Heritage Replicas. 2003 endete die Produktion. Insgesamt entstanden etwa 78 Exemplare.

## Fahrzeuge
Das erste und bestverkaufte Modell war der C-Type. Dies war die Nachbildung des Jaguar C-Type von Jaguar Cars. Ein Rohrrahmen bildete die Basis. Darauf wurde eine offene zweisitzige Karosserie montiert. Viele Teile kamen vom Jaguar XJ 6. Insgesamt entstanden zwischen 1988 und 2003 etwa 35 Exemplare. Realm Engineering setzt die Produktion seit 2003 unter eigenem Markennamen fort.
Der SS 100 war die Nachbildung des S.S. 100. Viele Teile kamen wiederum vom Jaguar XJ 6. Anfangs nur als Komplettfahrzeug zu einem Preis ab 22.000 Pfund erhältlich, ergänzte im Frühjahr 1989 ein Bausatz für 10.000 Pfund das Angebot. Bis 1999 entstanden etwa 15 Exemplare.
Vom T 70, einer Nachbildung des Lola T 70, entstanden zwischen 1991 und 2002 etwa 25 Exemplare.
Der Knobbly erschien 1992 und ist dem Rennsportwagen Lister-Knobbly-Jaguar nachempfunden. Bis zur Produktionseinstellung im Jahre 1994 nach einem Einspruch von Lister Cars entstanden etwa drei Exemplare.